# Молуккське море

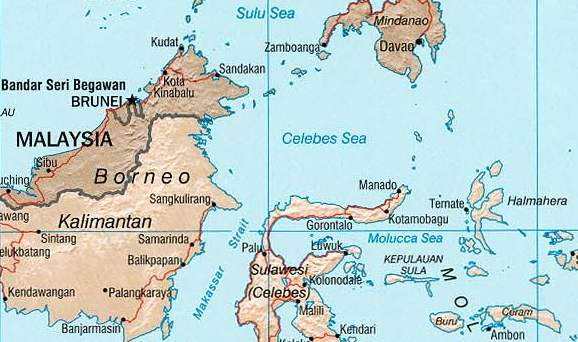

Молуккське море — море Тихого океану між островами Сулавесі та Хальмахера; площа 291 тис. км², глибина до 4970 м; на дні — вулкани та землетруси;
- порт Горонтало (Індонезія)

Його межами є море Банда на півдні і море Сулавесі на півночі.
Острови, що омиваються морем: Хальмахера на північному сході, Буру і Серам в центрі, і Сулавесі, на заході. Острови Талауд з півночі обмежують море, хоча Плита Молуккського моря, поширюється далі на північ.

## Клімат
Акваторія моря лежить в екваторіальному кліматичному поясі. Над морем увесь рік панують екваторіальні повітряні маси. Клімат спекотний і вологий зі слабкими нестійкими вітрами. Сезонні амплітуди температури повітря часто менші за добові. Зволоження надмірне, часті зливи й грози.

## Біологія
Акваторія моря розташовується на стику 3 морських екорегіонів центральної індо-тихоокеанської зоогеографічної провінції: Північно-східне Сулавесі - на заході, море Банда - на півдні, Хальмахера - на півночі. У зоогеографічному відношенні донна фауна континентального шельфу й острівних мілин до глибини 200 м відноситься до індо-західнопацифічної області тропічної зони.